# 12625 Koopman
12625 Koopman è un asteroide della fascia principale. Scoperto nel 1960, presenta un'orbita caratterizzata da un semiasse maggiore pari a 3,1207056 UA e da un'eccentricità di 0,1021497, inclinata di 5,90710° rispetto all'eclittica.